# دوكينفيلد هنري سكوت
دوكينفيلد هنري سكوت (بالإنجليزية: Dukinfield Henry Scott)‏ (28 نوفمبر 1854–29 يناير 1934) عالم نبات بريطاني.